# Panga, Läänemaa
För andra betydelser, se Panga.
Panga är en by i västra Estland.   Den ligger i Ridala kommun i landskapet Läänemaa, 100 km sydväst om huvudstaden Tallinn. Panga ligger 5 meter över havet och antalet invånare är 290.

## Geografi
Terrängen runt Panga är mycket platt. Havet är nära Panga västerut. Runt Panga är det mycket glesbefolkat, med 7 invånare per kvadratkilometer. Närmaste större samhälle är Hapsal, 14,0 km norr om Panga.